# Академмістечко (Вінниця)
Академмістечко - місцевість на околиці міста Вінниці, нині є частиною цього міста, в тому числі з багатоквартирною і приватною житловою забудовою.

Знаходиться на півдні міста, неподалік Аграрного університету, навколо якого і сформувався. Основна забудова - корпуси університету (колишньої академії) та гуртожитки.
На Академмістечко з 6.00 до 21.00 ходять тролейбуси, зокрема маршрути №12,13,14,18(14а) та 19(12а). Зупинка тролейбуса облаштована навісом.
Основні вулиці - Сонячна та Гніванське шосе.
Плавно переходить в мікрорайони Пирогове та Царське село
| Україна | Це незавершена стаття з географії України. Ви можете допомогти проєкту, виправивши або дописавши її. |